# イオンモール都城駅前
イオンモール都城駅前（イオンモールみやこのじょうえきまえ）は宮崎県都城市にある、イオンモール株式会社が運営・管理するショッピングセンター。
都城ショッパーズプラザ（みやのこじょうショッパーズプラザ、ダイエー都城店）を建て替える形で建設され、2008年12月1日にイオンモールMiELL都城駅前（イオンモールミエルみやこのじょうえきまえ）として正式に開業し、2011年10月21日に現名称に改称された。

## 概要

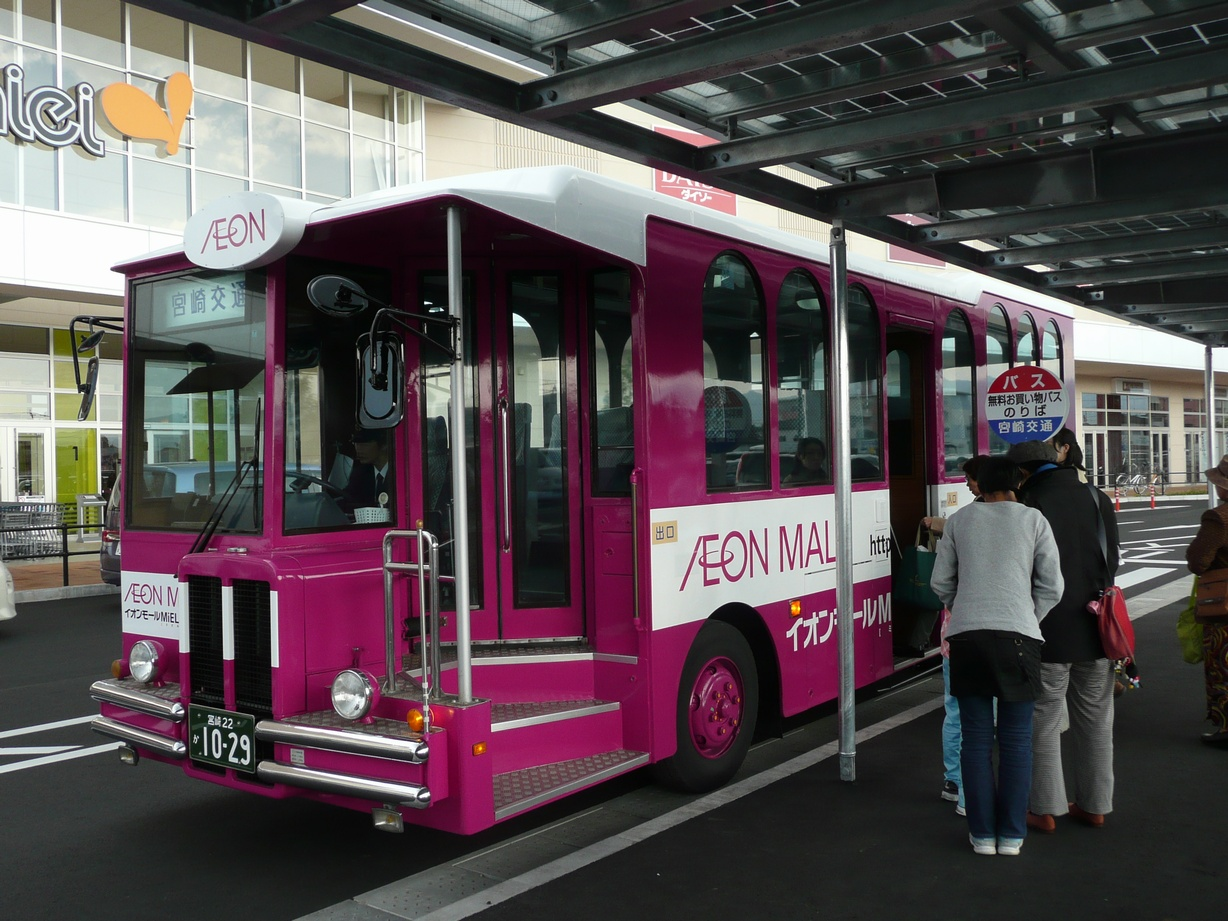
開業当初運行されていたお買物バス（宮崎交通）

店舗名のとおり都城駅近隣の国道269号沿いに立地する。イオン都城駅前店を各テナントに100前後の専門店が入る。
開業当時はイオングループの施設としては初めてでなおかつ唯一ダイエーを核店舗とするショッピングセンターであった（ダイエーがメインテナントとなった理由については、ダイエーがイオンとの資本関係締結などの経緯などがあるため、旧ダイエー都城店の項を参照）。丸亀製麺、ゴルフ5、ペットシティ（現：イオンペット(PETEMO)）は宮崎県初進出で、無印良品は宮崎市外初で且つ宮崎県内のイオンモールで初出店
都城駅からイオンモール（バス停留所の名称は「イオンモール・ミエル」）へは宮崎交通の路線バスが運行され、2008年の開業より2009年11月20日までは買い物客を対象としたお買物バス（無料）が運行されていた。
着工時点までは『イオンモール都城』の仮称があり、2008年6月に正式名称が『イオンモールMiELL（ミエル）都城駅前』と決定された。Mは宮崎の都城、iは自分、Eは毎日（Everyday）、Lは生活（Life）と変わる（Link）の意をもつ。また、イオンモールが新規に開業した商業施設ではじめて、ダイヤモンドシティの吸収合併で引き継いだ商業施設と同様に（例:『イオンモール熊本クレア』）、施設名称に地名に加えて愛称を採用した。その後、イオンモールの方針により同社のショッピングセンター名を「イオンモール+地域名」に統一することとなり、2011年10月21日、旧ダイヤモンドシティの店舗とともに現名称に改称された。なお、現名称に改称されてからも、地元住民からは愛称であった「ミエル」と呼ばれることが多い。

## 旧ダイエー都城店
1973年にオープンしたダイエー都城店は、市の内外から多数の顧客を集め、都城地域で最も繁栄する大型店となった。その最大の魅力は大規模な無料駐車場で、道路を隔てた隣地と、そこからスロープで結ばれた店舗屋上に、計800台前後の駐車場が無料で提供された。また、店舗が2階建てである点も、市民から「買いやすい」と好評を呼び、とくに1階奥の食料品売場は、平日・休日を問わず、多数の主婦や家族連れでにぎわった。
ダイエー都城店は、首藤製糸用地の南半分を購入して建設されていた。1989年に、ダイエーは首藤製糸から残る北半分の用地を購入してショッピングセンターを拡張し、将来は文化施設やホテルも建設するという構想を発表した。しかし、この構想は実施されず、購入された用地は駐車場として使用され、駐車台数は2,000台に拡大した。都城市では、その後も各種郊外型店舗の進出が続き、その影響でダイエー都城店の売上げは1991年をピークに減少へと向かった。この傾向を決定づけたのが、2003年のイオン都城ショッピングセンター開業である。ダイエー都城店の売上げはピーク時の3分の1以下に減少したが、当時経営再建中だったダイエーには対抗する体力はなかった。
2005年に入ると、ダイエーは産業再生機構の下で、丸紅らの支援を受けて再生を図ることとなる。丸紅は、ダイエー再建のためにイオンと業務提携を行うことを決め、2007年3月には、イオンが丸紅に次ぐダイエー第2位の株主となることが発表された。その2か月後に、ダイエー都城店の土地建物をイオングループのイオンモールに売却し、駐車場であった用地にイオンモールが新複合商業施設を建設し、ダイエー（店名は都城駅前店）が核店舗として入店するという計画が公表された。イオンモール都城駅前は、このような経過を経て開業したものである。

## 沿革

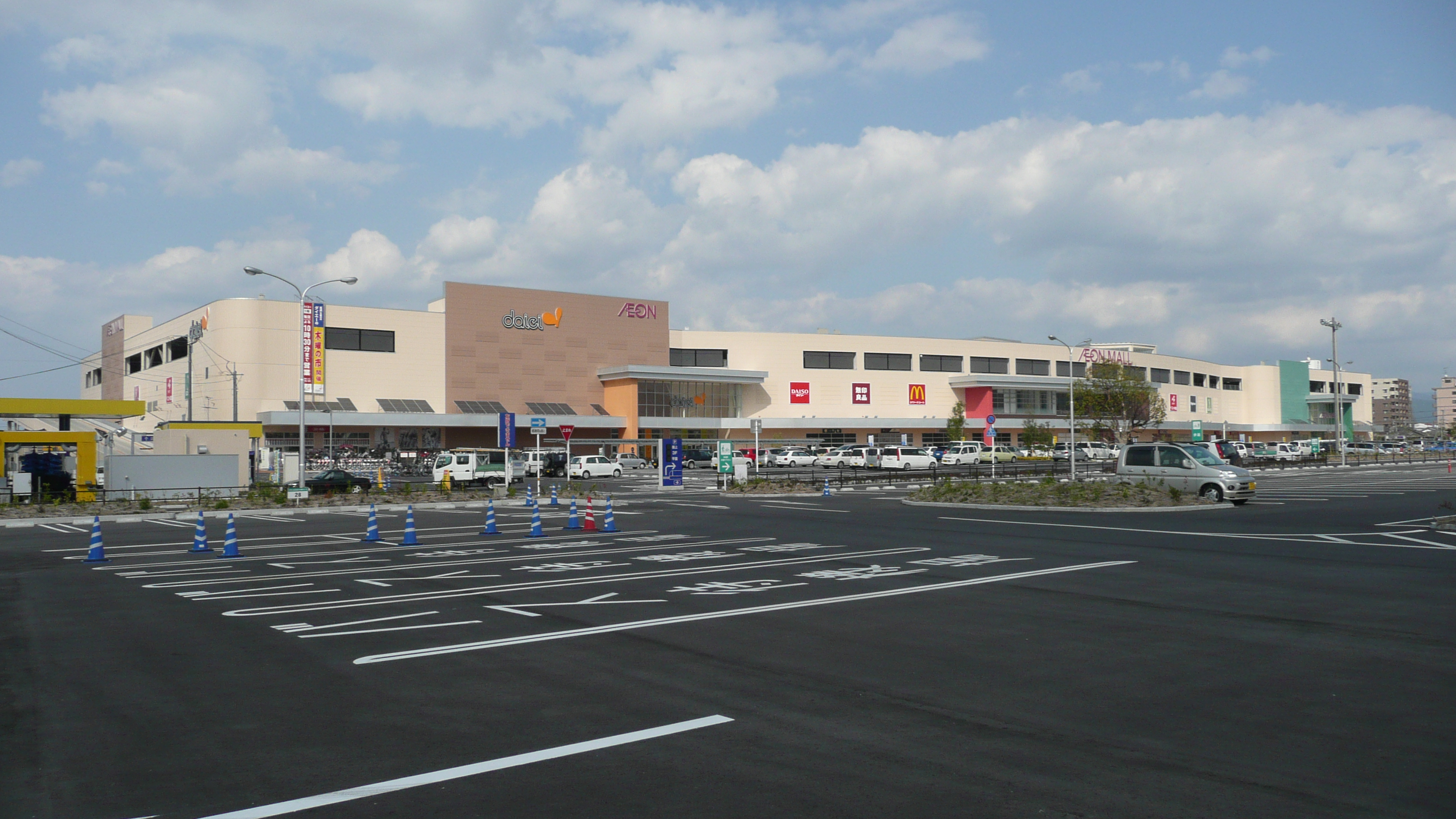
2009年3月時点の店舗外観

- 1973年（昭和48年）11月30日 - 都城ショッパーズプラザ（ダイエー都城店）開店。
- 2007年（平成19年）
  - 5月17日 - ダイエー都城店をイオンに売却して新店舗を建設する構想を発表。
  - 11月28日 - イオンモール都城（仮称）として着工[2]。
- 2008年（平成20年）
  - 6月26日 - 正式名称をイオンモールMiELL（ミエル）都城駅前と決定。
  - 7月6日 - 都城ショッパーズプラザ（ダイエー都城店）閉店。
  - 11月28日 - ソフトオープン（試験開業、地域住民向け）[8]。
  - 12月1日 - イオンモールMiELL（ミエル）都城駅前としてグランドオープン（正式開業）。
- 2011年（平成23年）10月21日 - ショッピングセンター名をイオンモール都城駅前に改称。
- 2015年（平成27年）9月1日 - 核店舗であるダイエー都城駅前店の営業権をイオンストア九州に承継し運営をイオン九州に変更[9]、同時に店舗名をイオン都城駅前店に変更[10][11]。
- 2020年（令和2年）4月1日 - 本店を含む全国のイオン直営売場での無料レジ袋配布終了[12]。

## フロアとテナント

### フロア概要
核店舗のイオン都城駅前店（旧:ダイエー都城駅前店、ダイエー時代の店番号は0727）と約100の専門店で構成される。
| 階  | フロア概要                       |
| --- | -------------------------------- |
| R階 | 屋上駐車場                       |
| 3階 | 屋内駐車場                       |
| 2階 | 直営売場・専門店街・フードコート |
| 1階 | 直営売場・専門店街・レストラン街 |

### 主なテナント
1階
- grove/グローブ（レディス）
- ハニーズ（レディス）
- ASBee（シューズ）
- GOLF5（ゴルフ）
- 無印良品（生活雑貨）
- スターバックスコーヒー（カフェ）
- ポポラマーマ（スパゲティ）
- PETEMO/ぺテモ（ペット）

2階
- コムサイズム（ファミリー）
- ライトオン（ジーンズ)
- キャンドゥ(100円ショップ)
- ヴィレッジヴァンガード（雑貨）
- ベスト電器（家電）
- マクドナルド（ファストフード）
- 丸亀製麵（うどん）
- サーティーワンアイスクリーム（アイス）
- ソフトバンク（携帯電話）
- 楽市楽座（アミューズメント）

※テナント情報は2024年7月時点
テナント全店の一覧・詳細情報は公式サイト「ショップリスト」「フロアガイド」を、営業時間は公式サイト「営業時間」をそれぞれ参照。